# USG
Universitetets og øvrige Læreanstalters Studenter-Gymnastik (USG) er en idrætsforening for uddannelsessøgende hjemmehørende i Københavns Kommune. 
USG er stiftet af:
- Københavns Universitet
- Danmarks Farmaceutiske Højskole
- Den Kongelige Veterinær- og Landbohøjskole
- Handelshøjskolen
- Det Kongelige Danske Kunstakademi
- Det Kgl. Danske Musikkonservatorium.

Undervisning i alt fra volleyball til Jitterbug/Lindy Hop.